# Syngastes porellus
Syngastes porellus is een eenoogkreeftjessoort uit de familie van de Tegastidae. De wetenschappelijke naam van de soort is voor het eerst geldig gepubliceerd in 1994 door Bartsch.